# Cytidiella
Cytidiella is een geslacht van schimmels behorend tot de familie Irpicaceae. De typesoort is Cytidiella melzeri, maar deze is geclassificeerd naar het geslacht Phlebia als Phlebia albomellea.

## Soorten
Volgens Index Fungorum telt het geslacht drie soorten (peildatum september 2023):
| Soortnaam                | Auteur(s)                         | Publicatiejaar |
| ------------------------ | --------------------------------- | -------------- |
| Cytidiella albida        | (H. Post) C.C. Chen & Sheng H. Wu | 2021           |
| Cytidiella albomarginata | C.C. Chen & Sheng H. Wu           | 2021           |
| Cytidiella nitidula      | (P. Karst.) Zmitr.                | 2018           |